# Leptis Magna

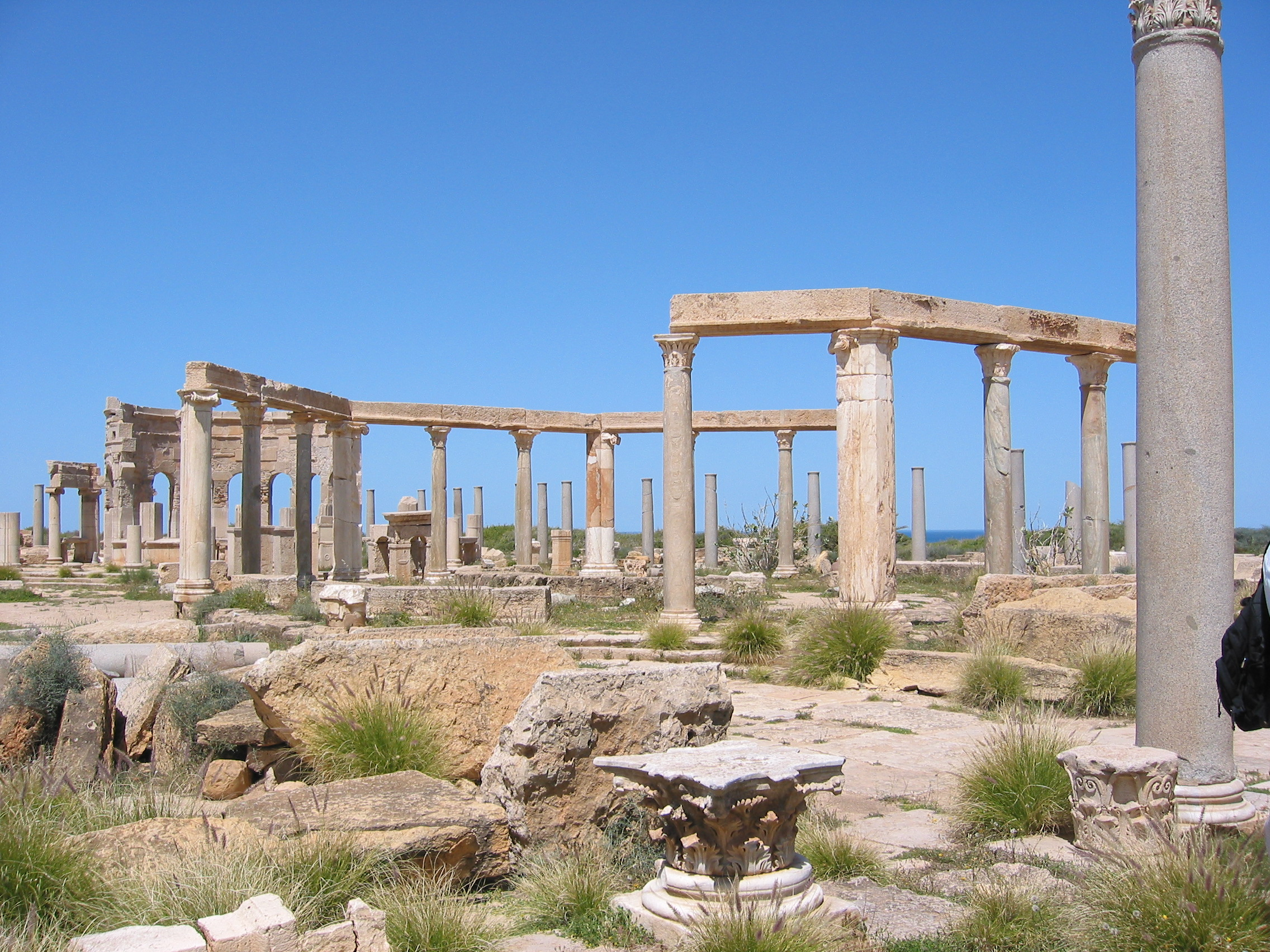
Piactér

Leptis Magna (feliratokon néhol Lepcis Magna, mai neve Lebda) Líbia egyik ókori városa, Africa provincia, a mai Tripolitánia vidékének három jelentős városa közül az egyik.

## Általános ismertető
Leptis Magna mintegy 120 km-re fekszik Tripolitól keletre (Al Khomsnál). A hatalmas romváros érdekes látnivalói Septimus Severus diadalívei, a thermák, a régi és az új fórum és a római színház. A Wadi Lebdah völgy átellenes részén fekszik a nagyon szép állapotban fennmaradt amfiteátrum, közvetlenül a tengerparton pedig a cirkusz. Ez a világ legnagyobb fennmaradt antik városa. 1911-1912-ben kezdődtek a feltárások olasz kutató vezetésével. Ugyanekkor restaurálták a diadalíveket. 1982-ben Leptis Magnát az UNESCO a világörökség részévé nyilvánította.

## Története
Ez a város volt a föníciaiak első kereskedelmi telepe Tripolitániumban, a Krisztus előtti 8. században. Karthágó fennhatósága alatt állt, a numidiaiak hódítása után pedig római uralom alá tartozott (Kr. e. 46). A Római Birodalom fennállása idején Leptis Magna nagy jelentőségre és vagyonra tett szert kereskedelmi központként. Itt cseréltek gazdát az afrikai egzotikus állatok, amiket a garamantészek hajtottak át a Szaharán. Elsősorban oroszlánokra és elefántokra volt kereslet az egész birodalomban, a cirkuszi játékokhoz. A Pompeius és Caesar között dúló ellenségeskedés idején a város Caesarral szemben küzdött, és amikor az uralkodó győzött, 100 000 hektoliter olívaolaj volt a büntetése. Leptis Magna lakossága ebben az időben megközelítőleg 100 000 fő lehetett. Miután Traianus uralkodása alatt a várost kolóniává nyilvánították, a város híres szülötte, Septimius Severus császár ius italicum jogot adományozott Leptis Magnának, amely további adómentességeket jelentett a városnak.
A 3. században a város hanyatlásnak indult az ismétlődő nomád támadások miatt. Bár Diocletianus alatt felújították és a provincia fővárosává tették, a vandálok 455-ös és arabok 647-ben történt hódítása idején vesztett jelentőségéből. Miután végül Tripoli lett a térség új központja, Leptis Magnából elvándorolt a lakosság.

## Fordítás
- Ez a szócikk részben vagy egészben  a   Leptis Magna című német Wikipédia-szócikk ezen változatának fordításán alapul.  Az eredeti cikk szerkesztőit annak laptörténete sorolja fel. Ez a jelzés csupán a megfogalmazás eredetét és a szerzői jogokat jelzi, nem szolgál a cikkben szereplő információk forrásmegjelöléseként.

## Külső hivatkozások
- A Wikimédia Commons tartalmaz Leptis Magna témájú médiaállományokat.
- UNESCO világörökségi helyszínek (angolul) (franciául)
- Leptis Magna ókori város Líbiában Archiválva 2013. november 5-i dátummal a Wayback Machine-ben Cikk és fotók: Libyen.com